# Château de Nointel (Val-d'Oise)
Pour les articles homonymes, voir Château de Nointel (Oise).
Le château de Nointel est un château français du XVIIe siècle situé dans la commune de Nointel dans le département du Val-d'Oise et la région Île-de-France.
Le château fait l’objet d’un classement au titre des monuments historiques en 1987 puis par arrêté du 3 novembre 1997.

## Localisation
Le château de Nointel se situe en France, dans le département du Val-d'Oise, sur la commune de Nointel, à côté du centre du village, rue Notre-Dame et avenue de Verdun. Le parc côtoie au nord la commune voisine de Beaumont-sur-Oise. 

## Historique
Jusqu’à la seconde moitié du XVIIe siècle, la seigneurie de Nointel ne représente qu’un ensemble de terres, de maisons, de vignes et de bois. 
Jean Ier de Turmenyes, chevalier de l'Ordre du Roi Louis XIV, garde du Trésor royal, achète toute la seigneurie en 1679. Il confie à un architecte, élève de Jules Hardouin-Mansart, et un paysagiste le soin d’édifier un château et de créer un jardin à la française. Le château ne compte initialement qu'un seul étage, et mesure 48 m de long pour 9 m de large. Les pièces s'organisent en enfilade et prennent le jour depuis deux côtés. Dans le jardin, la pièce maîtresse est le « bassin du Mississippi » en haut d'une colline, grand réservoir de 4 000 m3 de contenu destiné à alimenter les vingt fontaines disséminées partout. Ces installations hydrauliques sont mises en service en 1720 et profitent des 65 m de dénivelé que l'on recense dans le parc. Selon l'avis d'auteurs contemporains, les fontaines de Nointel n'ont d'égal que dans les maisons royales. Quatre-vingt-sept marches monumentales escaladent la colline du bassin dans une perspective de vue depuis le château, et une statue incarnant « la Comédie » surplombe cet escalier. Comme les autres statues, telles qu'Athéna, elle a longtemps été attribuée à Antoine Coysevox, mais en l'absence de preuves, il est plus probable qu'elle soit l'œuvre d'un de ses élèves.
En 1748, le prince Louis François de Bourbon-Conti rachète aux deux héritières de Jean de Turmenyes la totalité de leurs terres de Nointel, Presles, Courcelles et Pérolles. Ce qui l'intéresse est d'agrandir son domaine de chasse autour de la forêt de Carnelle. Contre quelques terres et maisons à L'Isle-Adam, il échange le château et le laisse au riche fermier général Pierre-François Bergeret. Le nouveau propriétaire dépense l’argent à flots et organise fréquemment de somptueuses fêtes.  
À cette époque le parc se compose d'avenues, bosquets, parterres, pièces d'eau, potager, dont Dezallier d'Argenville fait la description. 
À partir de 1787, son fils Pierre-Jacques-Onésyme Bergeret lui succède, déjà propriétaire du château de Cassan à L'Isle-Adam, et connu pour être un ami du peintre Jean-Honoré Fragonard. 
À la fin du XVIIIe siècle, Monsieur Ribault, nouveau propriétaire, entreprend d’importantes transformations du domaine : il surélève le château d'un étage. Les balustrades cachant jusque-là la toiture faiblement inclinée sont remontées dans la cour d'honneur. Ribault transforme aussi le parc en jardin anglais. Après lui, le château reste pendant cent-soixante-douze ans dans la famille Béjot, qui joue un rôle important dans la vie du village, et dans la famille de ses descendants, les Fauchier-Magnan. Ensuite, pendant une courte période, le château appartient à l'éditeur allemand Jürgen Mahnert-Lueg, avant d'être racheté par le prince Joachim Murat. Il transforme le palais dans un très éclectique centre d'art contemporain, mais ce projet d'un grand retentissement sur le plan régional échoue rapidement faute de ressources financières suffisantes,,.